# Skaugum
Skaugum je zámek a oficiální sídlo norského korunního prince Haakona a jeho manželky Mette-Marit korunní princezny norské. Zámek se nachází v obci Asker, 19 km jihozápadně od Osla, na úpatí hory Skaugumsåsen, a patří k němu 48 ha zemědělské půdy a 50 ha lesů.

## Historie
Statek patřil od středověku norské církvi, koncem 19. století jej koupil F. W. Jarlsberg, který zde dal postavit dřevěný zámeček a roku 1929 vše prodal královské rodině. Roku 1930 zámeček zcela vyhořel a roku 1932 na jeho půdorysu vznikla současná zděná stavba. Za druhé světové války byl sídlem nacistických pohlavárů, po válce se vrátil královské rodině. Jakožto soukromé sídlo není přístupný veřejnosti.